# 賀來佐賀太郎
賀來佐賀太郎（日语：／ Kaku Sagatarō，1874年1月16日—1949年4月6日），日本小倉縣宇佐郡佐田村（今大分縣宇佐市安心院町佐田）人，臺灣總督府專賣局長、臺灣總督府總務長官。

## 生平
1899年7月，賀來佐賀太郎畢業於東京帝國大學法律科系，同年8月隨即進入農商務省擔任基層官員，歷任東京礦山監督署礦山監督官。1903年9月轉往台灣總督府任職，同年10月任民政部通信局庶務課長，又兼通信局海事課長、兼通信局電務課長、兼通信局郵務課長等。1914年，出任專賣局長，1921年升任總務長官，至1924年9月為止。
1924年11月，出席日內瓦國際鴉片會議，日本政府代表之一。離開公職之後進入實業界，歷任熱帶產業株式会社社長及南洋企業株式会社社長。
| 官衔              | 官衔                                               | 官衔                                   |
| ----------------- | -------------------------------------------------- | -------------------------------------- |
| 臺灣總督府        |                                                    |                                        |
| 前任： 末松偕一郎 | 內務局長（代理） 1922年11月3日－1922年11月27日     | 繼任： 相賀照鄉                        |
| 前任： 下村宏     | 總務長官 1921年7月11日－1924年9月22日              | 繼任： 後藤文夫                        |
| 前任： 自己       | 專賣局長（代理） 1921年7月11日－1924年10月8日      | 繼任： 池田幸甚                        |
| 前任： 高雄晉     | 專賣局長 1914年6月10日－1921年7月11日              | 繼任： 自己（代理） （正任：池田幸甚） |
| 前任： 得見常雄   | 民政部土木局土木課長 1913年5月8日－1915年4月19日   | 繼任： 山形要助                        |
| 前任： 職位創建   | 民政部土木局庶務課長 1911年10月16日－1914年8月25日 | 繼任： 相賀照鄉                        |